# 哥伦比亚比利·简·金杯代表队
哥伦比亚比利·简·金杯代表队是代表哥伦比亚参加女子网球世界杯比利·简·金杯（以前称为联合会杯）的队伍，由哥伦比亚网球联合会负责组织管理和参赛。哥伦比亚队首次参加联合会杯是在1972年，直到1994年打入了世界组，2003年重新回归世界组。